# Province de Casablanca
1959–2022
Entités précédentes :
- Province de la Chaouïa
- Province de Mazagan

Entités suivantes :
- Province de Settat
- Province d'El Jadida
- Province de Khouribga

La province de Casablanca est une ancienne subdivision du Maroc.

## Histoire
Créée en 1959 (dahir no 1-59-351 du 2 décembre), elle ne comprenait pas la ville de Casablanca, celle-ci constituant la préfecture de Casablanca. 
Elle a disparu en 1967 (décret royal no 701-66 du 10 juillet), son territoire ayant été découpé en trois provinces : les provinces de Settat, d'El Jadida et de Khouribga.